# Диян Божилов
Диян Божилов Атанасов е бивш български футболист, полузащитник, а понастоящем треньор. 
Играл е за Добруджа, Славия, Ботев (Пловдив), Берое и гръцките отбори Ханя, Лариса, Ахайки и Диагорас. Бронзов медалист през 1997 г. с отбора на Славия. Държи рекорда за най-много вкарани голове за Добруджа в A група – 35, държи рекорда за най-много асистенции за Добруджа, а също така е втори по мачове за Добруджа в A група с точно 200 мача. За Славия има 4 мача за купата на УЕФА. От началото на есенния полусезон на 2006 г. играе за Калиакра, където приключва и кариерата си на футболист.
Бил е главен треньор на Спартак (Варна), Дунав (Русе), Чавдар (Бяла Слатина) и два пъти на Добруджа (Добрич). А също и помощник треньор на Ферарио Спасов в Ботев (Пловдив) и Берое (Стара Загора).

## Статистика по сезони
- Добруджа – 1990/пр. - Б група, 9 мача/1 гол
- Добруджа – 1990/91 - Б група, 17/3
- Добруджа – 1991/92 - A група, 29/2
- Добруджа – 1992/93 - A група, 29/2
- Добруджа – 1993/94 - A група, 28/2
- Добруджа – 1994/95 - A група, 29/3
- Добруджа – 1995/96 - A група, 30/8
- Славия – 1996/97 - A група, 26/3
- Добруджа – 1997/98 - A група, 30/5
- Добруджа – 1998/99 - A група, 25/13
- Ботев (Пловдив) – 1999/00 - A група, 24/4
- Добруджа – 2000/ес. - Б група, 14/3
- Берое – 2001/пр. - A група, 11/1
- Берое – 2002/пр. - A група, 13/1
- Хания – 2002/03 - C'Етники Категория, 32/7
- Лариса – 2003/04 - C'Етники Категория, 27/4
- Ахайки – 2004/05 - C'Етники Категория, 30/7
- Диагорас – 2005/06 - C'Етники Категория, 26/5
- Калиакра – 2006/07 - Източна Б група

1. ↑  100 години Добруджа - Диян Божилов